# 미야기노도리역
미야기노도리역(일본어: 宮城野通駅)은 일본 미야기현 센다이시 미야기노구 쓰쓰지가오카 4초메에 있는 센다이 시 지하철 도자이 선의 역이다. 역 번호는 T 08이다.

## 역 구조
히가시하치반초도리 직하부에 위치한다. 지명의 유래가 된 미야기노 거리는 기타1 출입구로부터 북쪽으로 약 30m 떨어져 있다.
JR센다이역의 센세키 선 역사와 가깝지만 지하도를 통한 연결은 이뤄지지 않기 때문에 일단 기타1 출입구에서 지상으로 나온 후에 환승이 된다.
역 북동부의 기타1 출입구는 공간 관계상, 계단과 에스컬레이터가 분리되어 있다.
기타1 출입구에 엘리베이터가 설치되지 않았고 대합실과 지상을 연결하는 엘리베이터는 미나미1 출입구 부근에만 있다. 승강장은 지하 4층에 있다(깊이 약 31m).

### 타는 곳
| 1 | ■ 도자이 선 |  | 아라이 방면                     |  |
| 2 | ■ 도자이 선 |  | 센다이・야기야마도부쓰코엔 방면 |  |

## 출구 안내
기타1,2, 미나미1의 총 3곳이다.

### 기타1 출입구
- 펜팔 시티 센다이
  - 센다이 시 평생 학습 지원 센터 (구, 센다이 시 주오 시민 센터)
  - 쓰쓰지가오카 도서관
- 센다이 MT빌딩
  - 헬로우 워크 센다이
- 요도바시 카메라 멀티 미디어 센다이
- BiVi센다이역 히가시구치
- 센다이 호빵맨 어린이 박물관 & 몰
- 도호쿠 복지 대학 센다이에키히가시구치 캠퍼스
- 센다이 시립 쓰쓰지가오카 초등학교
- 쓰쓰지가오카 공원
- 센다이 가든 파레스
- 메르파르크 센다이
- 미야기노도리

### 기타2 출입구
- 신테라도리

### 미나미1 출입구
- 신테라도리
- 센다이 니하나 중・고등학교
- 렌보코지 초등학교
- 호온지
- 엔토쿠지
- 젠도지
- 아미다지
- 조카쿠지

## 역 주변
- 센다이 동쪽 출입구
- 요도바시 카메라 멀티 미디어 센다이
- 펜팔 시티 센다이
  - 센다이 시 평생 학습 지원 센터
  - 센다이 시 쓰쓰지가오카 도서관
- 미야기노도리
- 신테라도리
- 센다이 호빵맨 어린이 박물관 & 몰
- 도호쿠 복지 대학 센다이에키히가시구치 캠퍼스
- 센다이 신테라 우체국
- 센다이 은행 센다이에키히가시구치 지점・미야기노 지점
- 나나주나나 은행 센다이에키히가시구치 지점

## 역사
- 2000년 10월: 역명(가칭) 공표.
- 2006년: 착공.
- 2013년 12월 24일: 역명 정식 발표.
- 2015년 12월 6일: 영업 개시.

## 역명에 관해서
가칭 "신테라 역(일본어: 新寺駅)"이었다. 설치된 역의 주소는 쓰쓰지가오카이지만, 주변에 사원이 많은 것이나, 동일본여객철도(JR 동일본) 센세키 선 쓰쓰지가오카 역과 혼동될 우려가 있기 때문에, 본 역의 남쪽 지명인 "신테라"(와카바야시구)로 정하였다. 역명 검토 위원회에서는 미야기노도리역으로 하는 방안이 제시되고, 채택되었다. 또한, 역명의 유래가 된 미야기노도리의 지하에 위치하지 않는다.

## 인접역
| 센다이 시 지하철 ■ 도자이 선        | 센다이 시 지하철 ■ 도자이 선 | 센다이 시 지하철 ■ 도자이 선 |
| ----------------------------------- | ---------------------------- | ---------------------------- |
| T 07 센다이 야기야마도부쓰코엔 방면 |                              | 렌보 T 09 아라이 방면        |